# NGC 4810
NGC 4810 este o galaxie situată în constelația Fecioara. A fost descoperită în 18 aprilie 1855 de către William Parsons, 3rd Earl of Rosse⁠(d).